# Барронетт-Пик
Барронетт-Пик (англ. Barronette Peak) — гора в горном массиве Абсарока, Йеллоустонский национальный парк, штат Вайоминг, США.
Высота вершины 3183 метра. Она находится в северо-восточной части Йеллоустонского национального парка, в 11,3 км на юго-запад от маленького городка Кук-Сити (англ. Cooke City).
Гора считается геологическим чудом, знаменита благодаря своим водопадам. Во время весеннего стока, склоны горы буквально заполнены ими. Не менее ста водопадов и каскадов стекают вниз одновременно. Сезонные водопады можно увидеть прямо с северо-восточной дороги национального парка, поскольку она проходит очень близко. Даже в конце лета, после того, как сезон давно закончился, любая гроза может возобновить их. Во время коротких, но сильных ливней, Барронетт-Пик вновь оживает.

## Название
Пик назван в честь Джека Коллинза Баронетта (1829—1901). Название было дано в 1878 году Геологической службой США. При этом в фамилии Баронетта была допущена опечатка (Барронетт), которая, тем не менее, была утверждена. В названии пика и по сей день официально используется неправильно написанная фамилия.
Джек Баронетт был гидом Йеллоустонского национального парка и предпринимателем. В 1871 году он построил и ввёл в эксплуатацию первый мост через реку Йеллоустоун неподалёку от впадения реки Ламар для помощи шахтёрам, путешествующим в Кук-Сити, штат Монтана. В 1870 году в качестве жителя города Хелена участвовал в операции по поиску и спасению Трумана Эвертса, пропавшего в ходе Вошбурнской экспедиции (англ. Washburn Expedition). В 1884 году был назначен суперитендантом Йеллоустонского национального парка.